# شهرداری ریبیرا گرانده
شهرداری ریبیرا گرانده (انگلیسی: Ribeira Grande, Cape Verde) یک کنسلخو (شهرداری) در کیپ ورد است. این شهرداری در بخش شمالی جزیره سانتو آنتائو واقع شده و یک پنجم از مساحت جزیره (۱۶۶٫۵ کیلومتر مربع) را پوشش می‌دهد و خانه تقریباً نیمی از جمعیت آن (۱۸٬۸۹۰ نفر طبق سرشماری ۲۰۱۰) است. مرکز آن شهر پونتا دو سول است.

## جغرافیا
این شهرداری دارای چشم‌اندازی کوهستانی است که از کوه‌های داخلی جزیره تا ساحل شمالی امتداد دارد. این منطقه دارای چندین دره عمیق رودخانه‌ای است، از جمله دره‌های ریبیرا داگارسا, ریبیرا گرانده و ریبیرا دا توره. این شهرداری از شرق با شهرداری پل و از جنوب با پورتو نوو مرز دارد. مناطق حفاظت‌شده پارک طبیعی کووا-پائول-ریبیر دا توره،  موروچوس و کروزینیا بخشی از این شهرداری را تشکیل می‌دهند.

## تاریخ
در سال ۱۷۳۲ شهرداری سانتو آنتائو با مرکزیت در شهر ریبیرا گرانده تأسیس شد. در سال ۱۸۶۷ این شهرداری به دو بخش تقسیم شد: شهرداری پاول (شامل منطقه فعلی پل و پورتو نوو) و شهرداری ریبیرا گرانده. این دو در سال ۱۸۹۵ به یک شهرداری ادغام شدند. شهرداری‌های پل و ریبیرا گرانده در سال ۱۹۱۷ دوباره تأسیس شدند.